# Usseglio
Usseglio (piemonti nyelven Ussèj, frankoprovanszálul Usèi vagy Isseui, franciául Ussel) egy olasz község a Piemont régióban, Torino megyében.

## Földrajz

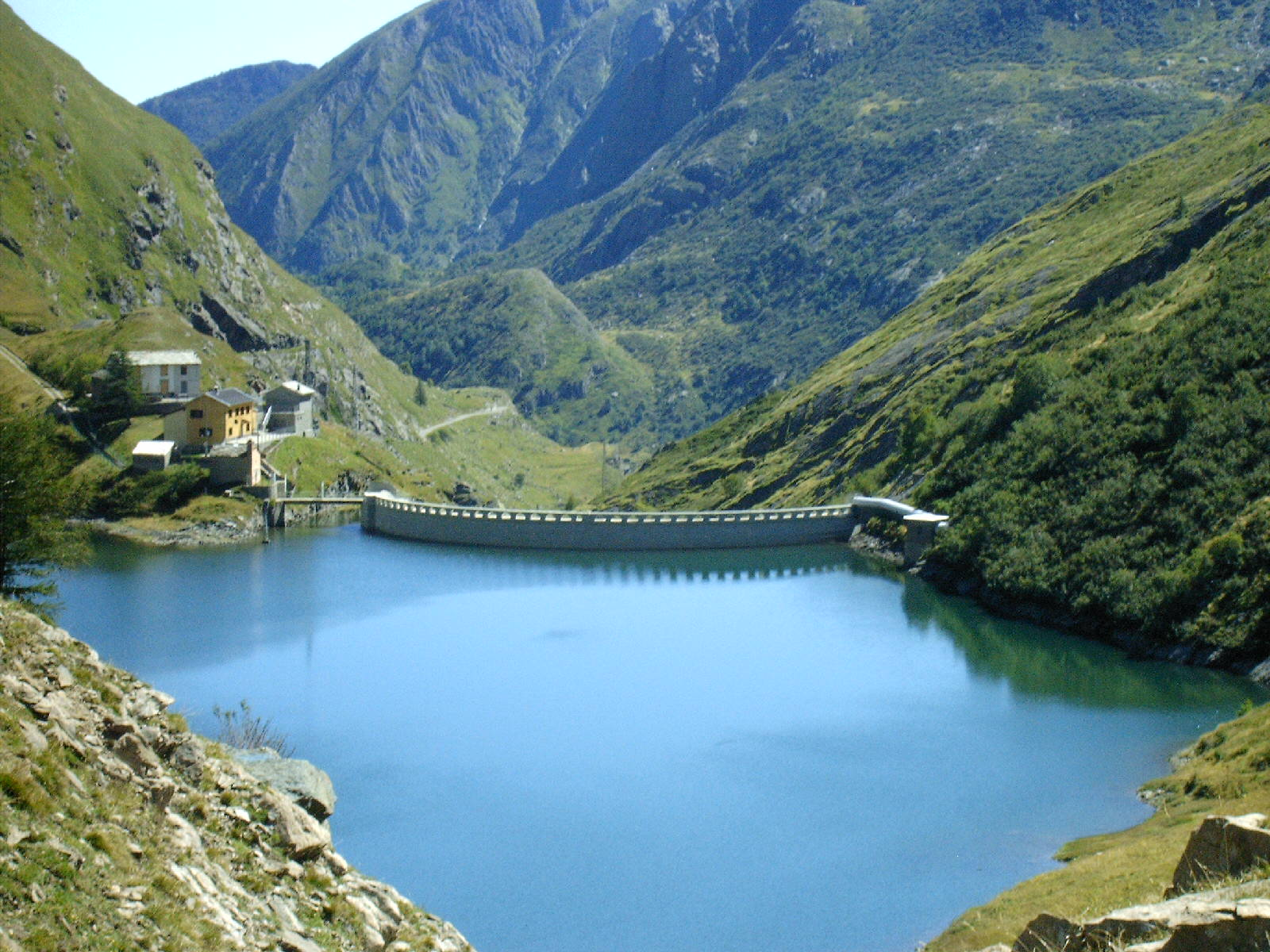
A Malciaussia-tó

A három Lanzo-völgy legdélebbikében helyezkedik el, nyugaton Franciaországgal, északon az Ala-völggyel, és a Susa-völggyel határos. Egyetlen közúti összeköttetése a SP 32 út, amely Germagnanóba vezet. 
Területén több tó – természetes és mesterséges – is található, közülük a legnagyobb a Malciaussia, amelyet a két világháború között alakítottak ki.

## Fordítás
- Ez a szócikk részben vagy egészben  az   Usseglio című olasz Wikipédia-szócikk fordításán alapul.  Az eredeti cikk szerkesztőit annak laptörténete sorolja fel. Ez a jelzés csupán a megfogalmazás eredetét és a szerzői jogokat jelzi, nem szolgál a cikkben szereplő információk forrásmegjelöléseként.